# ام‌جی ۱۴/۲۸

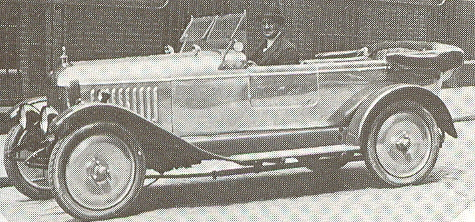

ام‌جی ۱۴/۲۸ (MG ۱۴/۲۸) خودرویی است که در سال‌های ۱۹۲۴–۱۹۲۷۴۰۰ approx تولید شده‌است.
این خودرو در کلاس خودرو اسپورت قرار گرفته، است.
موتور آن ۱۸۰۲ سی‌سی سیستم جعبه‌دندهٔ آن به صورت دستی است.